# Mon utopie
 (décembre 2014).
Si vous disposez d'ouvrages ou d'articles de référence ou si vous connaissez des sites web de qualité traitant du thème abordé ici, merci de compléter l'article en donnant les références utiles à sa vérifiabilité et en les liant à la section « Notes et références ».
Mon utopie est un livre écrit par Albert Jacquard, dans lequel il exprime sa vision d'une organisation de la société tournée vers la singularité humaine, la coopération et les différents droits universels à consolider planétairement. Ce livre est paru en août 2006 chez l'éditeur Stock.
Dans cette société idéale, les liens, l'éducation et les rapports entre humains sont des priorités. L'auteur prône la consolidation de différents droits afin qu'ils deviennent inaliénables :  droits de l'être humain, droit aux soins, droit à l'information, droit au logement vs droit de propriété, droit à la paix, droit aux rencontres. 
Il invite à faire reculer l'emprise de l'économie dans la décision politique et appelle de ses vœux la fin de l'économie et l'« Apothéose du Politique ». 
Dans ce but, il décrit « la cité où tout est école ».
L'intérêt de la société idéale décrite par Albert Jacquard tient au fait qu'elle n'est pas très éloignée de notre société actuelle, contrairement à de nombreuses autres utopies.